# Schildbogen

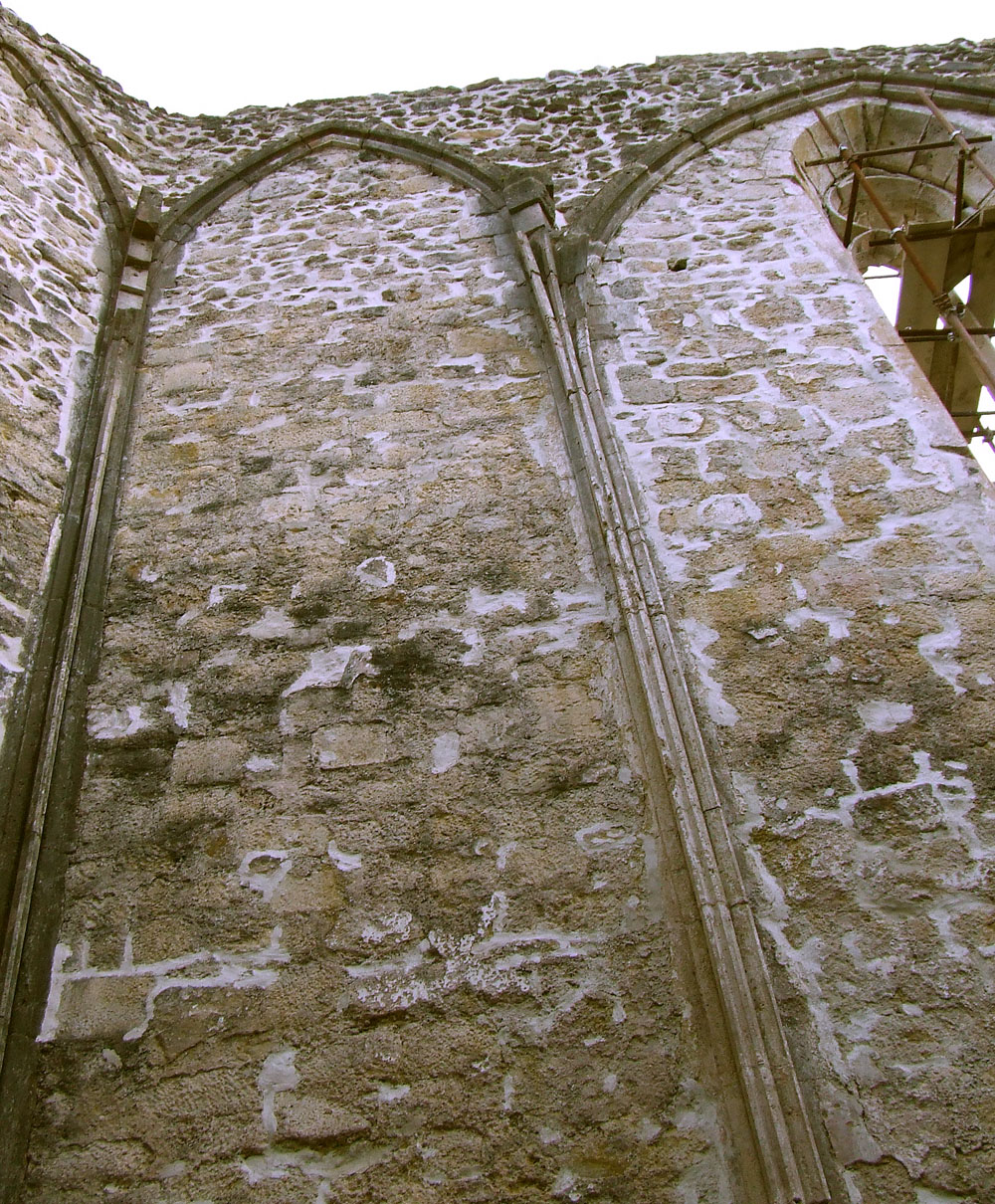
Drei Schildbögen eines abgebrochenen Kirchengewölbes (Kartäuserkloster Seiz)

Ein Schildbogen ist im Bauwesen der Bogen am Anschluss eines Gewölbes an die Mauer (Schildwand, Stirnwand).

## Bezeichnung
Als Schildbogen wird im Allgemeinen die geometrische Grenzlinie des Anschlusses von Gewölbe und Schildwand bzw. Stirnwand bezeichnet, jedoch in der Architektur im Besonderen auch die Gewölberippe (hier: Schildrippe, Schildbogenrippe, Wandrippe) bzw. der Gurtbogen (hier: Schildgurt, Wandgurt) unter dem Wandanschluss des Gewölbes. Hans Sedlmayr hat den Schildbogen als „eine Art seitlicher Gurtbogen“ bezeichnet und als eine wesentliche Voraussetzung zur Entstehung des für die Kathedralarchitektur wichtigen Kreuzrippenbaldachins.

## Funktion und Verwendung
Einfache Gewölbe stoßen schmucklos ohne Gurte oder Zierprofile an die Schildwände. Anders ein Gewölbe mit Schildbögen, die das Kreuzrippengewölbe vervollkommnen und baldachinartig abgrenzen. Schildbögen dienen indirekt auch zur Wandgliederung, wobei ihre baustatisch tragende Funktion für die Gewölbekappen gestaltungswirksam ausgebildet wird: Diese Rippen bzw. Gurte liegen in der Regel im hinteren Bereich auf oder in der Mauer.

Beispiele
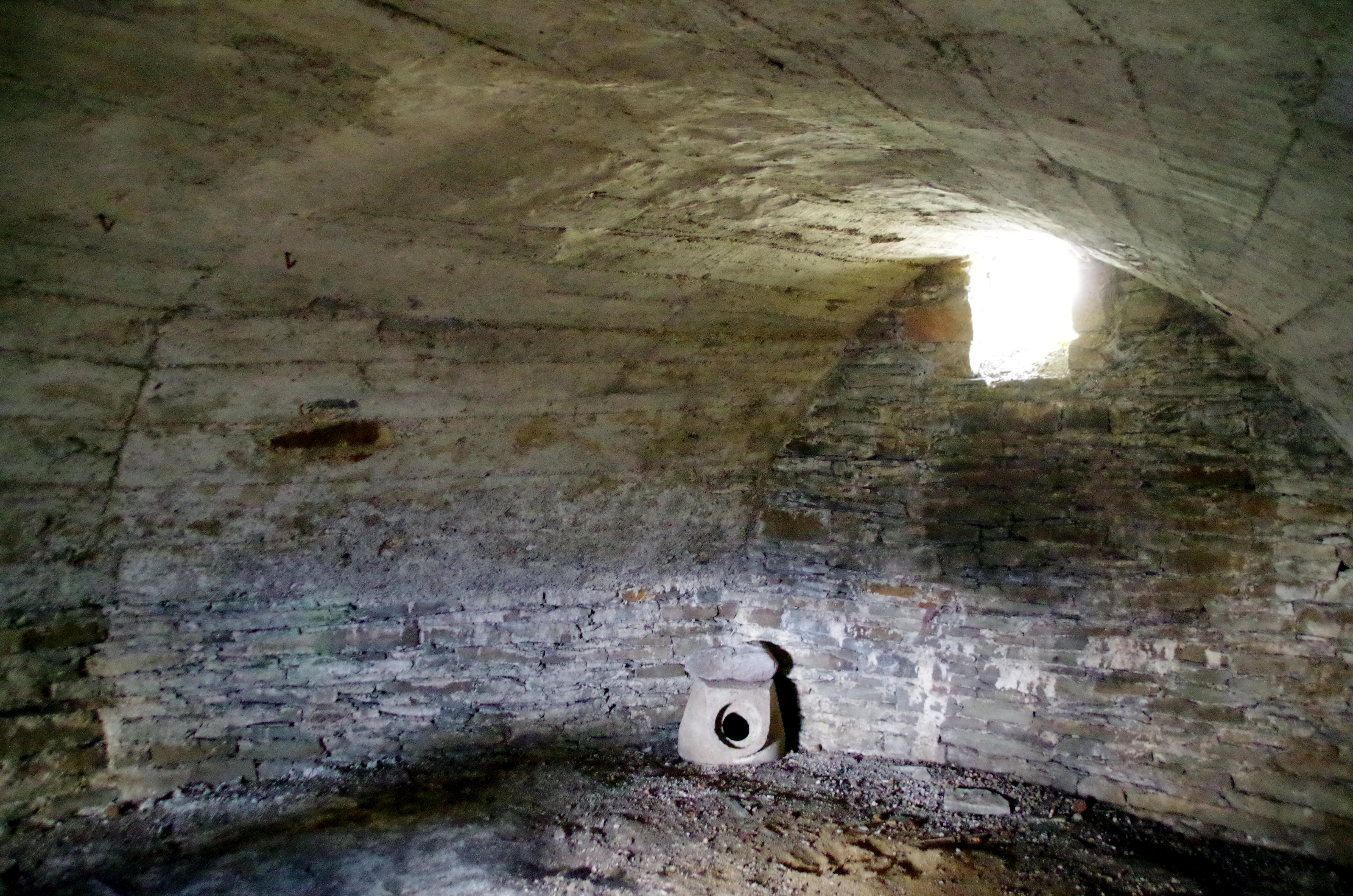
Schlichter Tonnengewölbekeller mit rechts Schildwand und Schildbogen (Gerolstein)
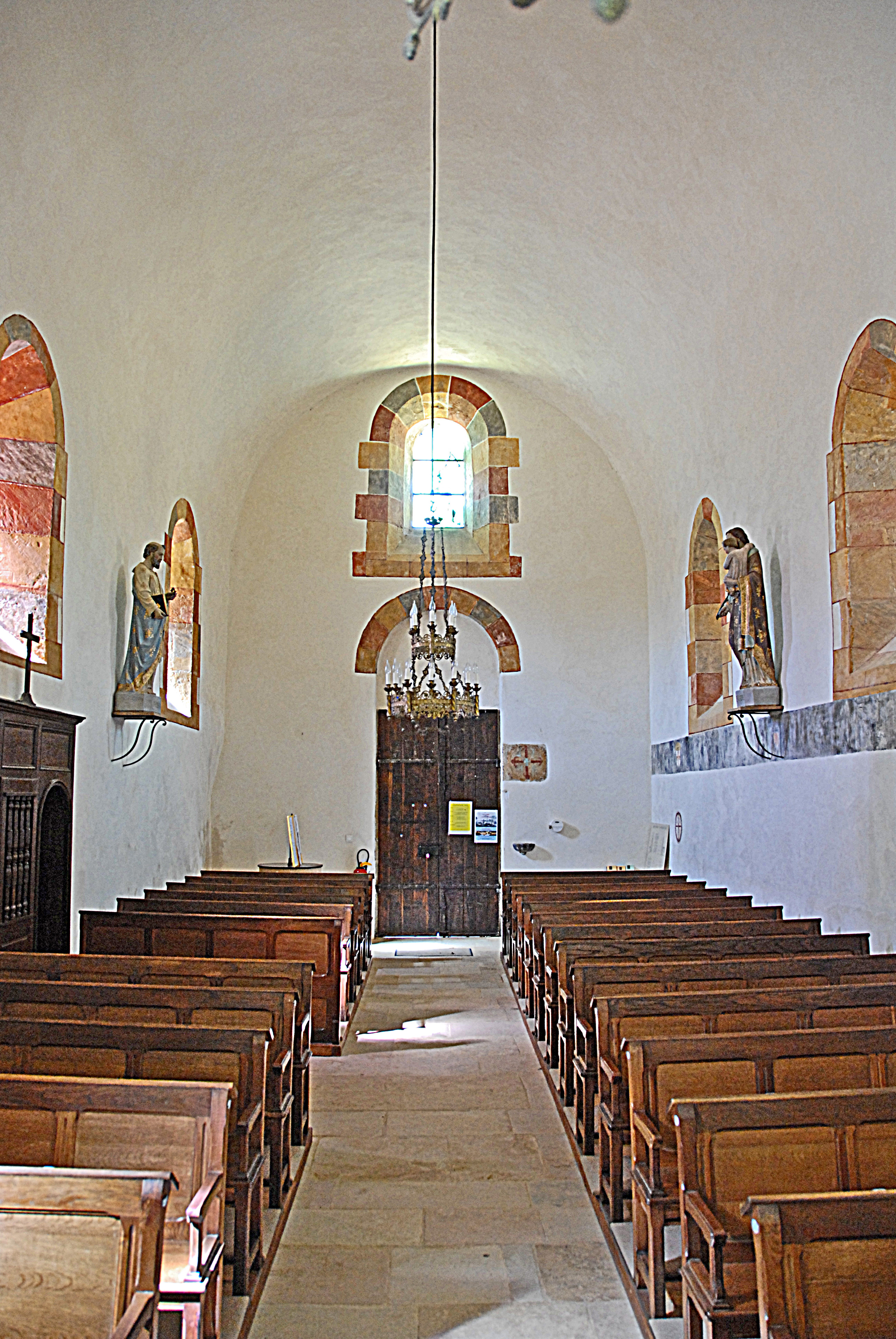
Tonnengewölbe mit profillos anstoßendem Schildbogen (Sts-Pierre et Paul de Montceaux-l'Etoile)
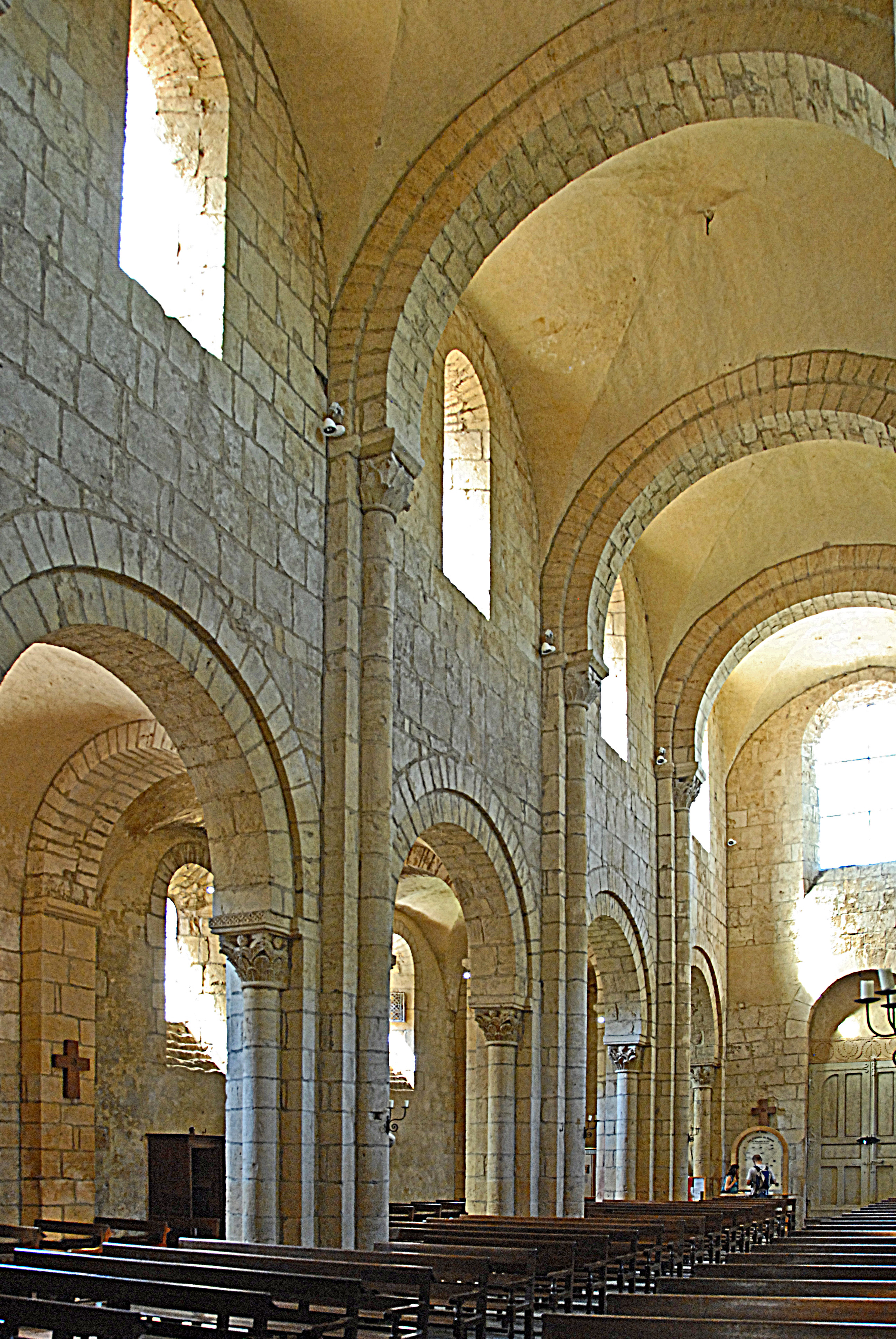
Kreuzgratgewölbe eines Mittelschiffs mit profillos an die Obergabenwände anstoßenden Schildbögen (Ste-Trinité d’Anzy-le-Duc)
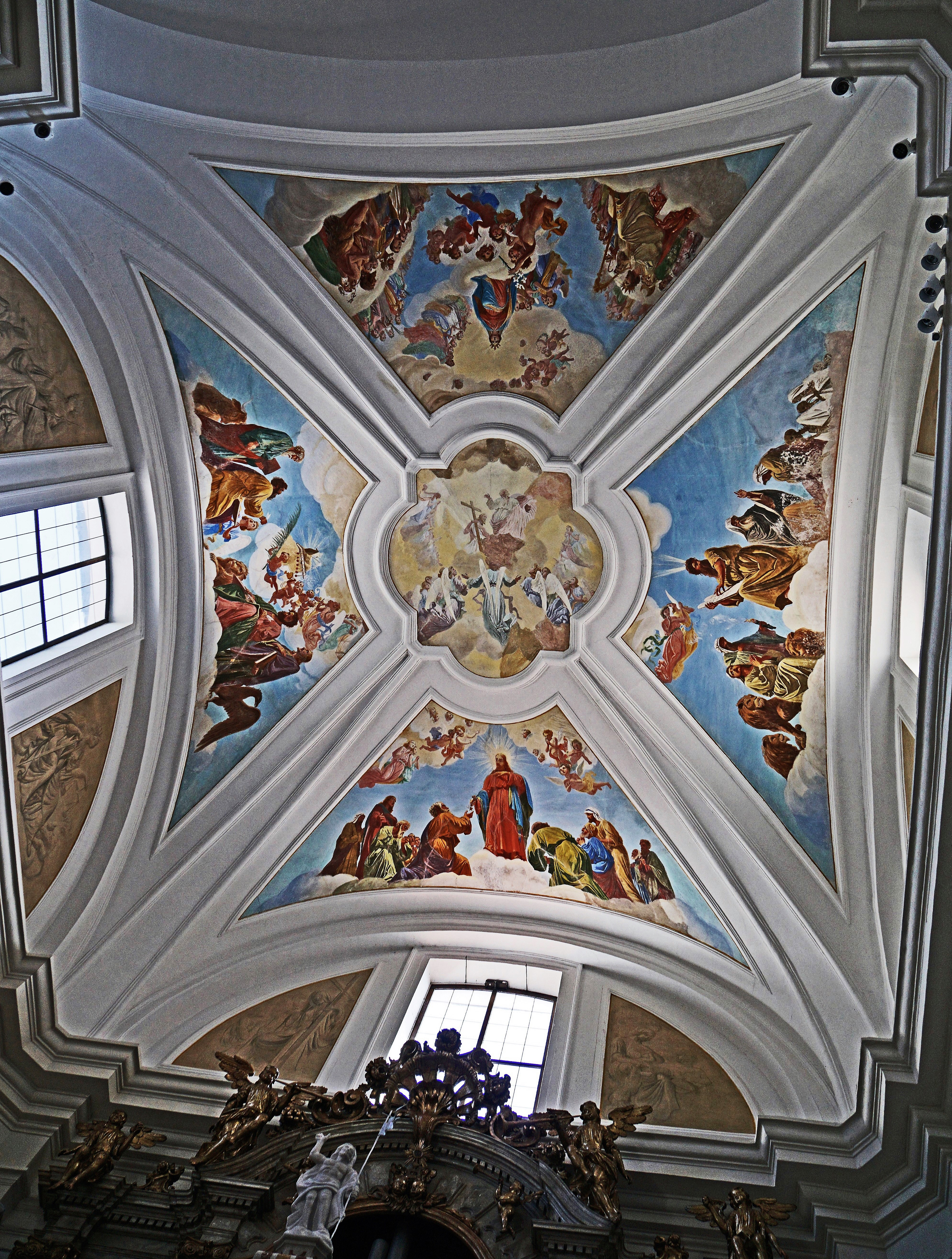
Stuckiertes Kreuzgewölbe mit vier profilierten Schildbögen (Chorgewölbe der Abbazia di San Gallo, Moggio Udinese)
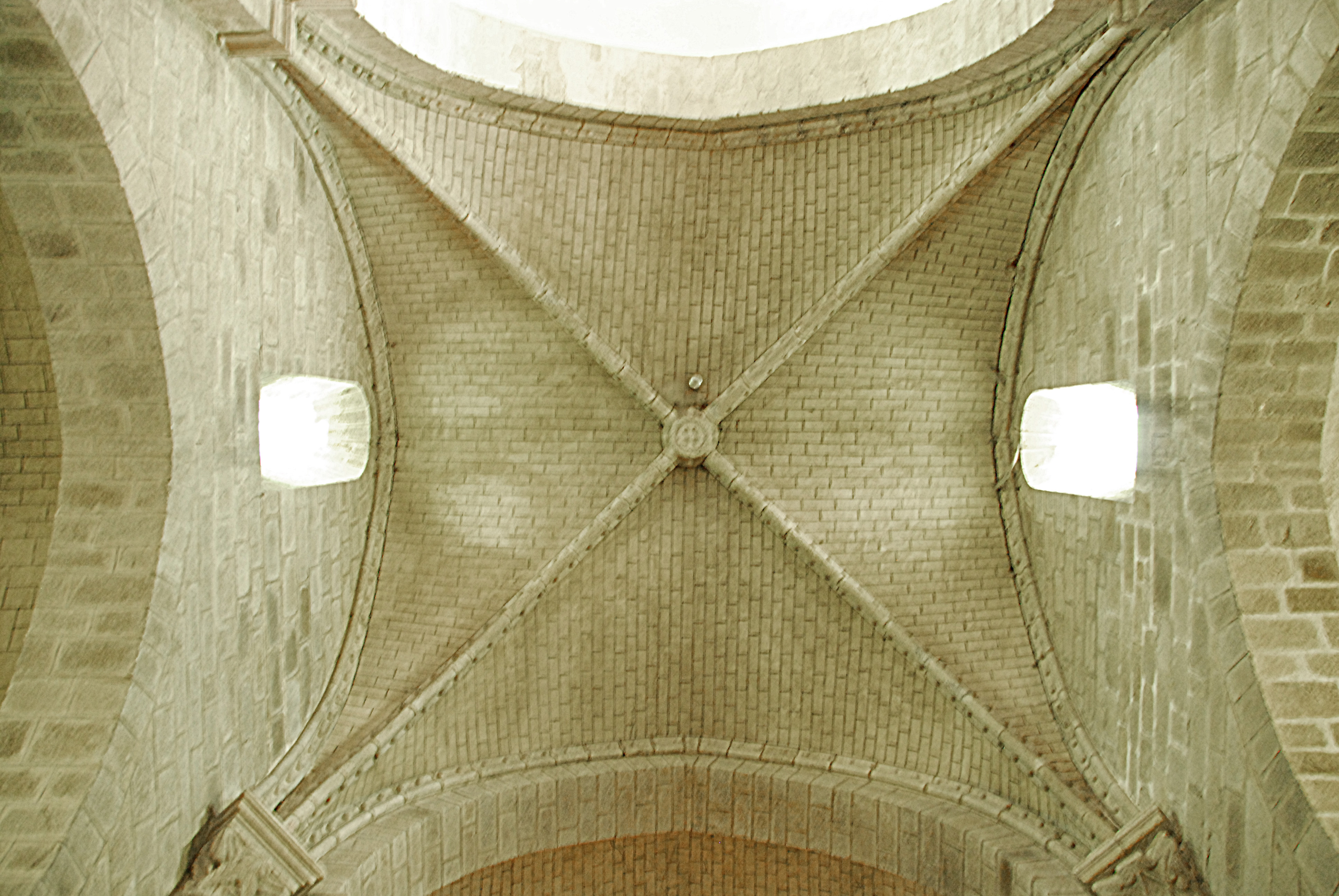
Kreuzrippengewölbe mit Schildbogenrippen (Notre-Dame de La Souterraine)